# 地元検証バラエティ 福岡くん。
『地元検証バラエティ 福岡くん。』（じもとけんしょうバラエティ ふくおかくん。）は、毎週日曜 12:35 - 13:30に福岡放送で放送されているバラエティ番組。
2019年8月10日の深夜に初回が放送された後、2020年1月11日にレギュラー初回が放送され、9月13日まで月1で放送。同年10月11日から週1で放送。

## 概要
「福岡県民でさえ意外と知らない地元のあれこれを根掘り葉掘り検証する」という趣旨のバラエティ番組。放送当初は福岡放送のみでの放送だったが、2021年10月3日からNNN系列である長崎国際テレビ（長崎県）、2024年4月6日からは熊本県民テレビ（熊本県）でも放送されている。
2022年1月21日 金曜日19:00 - 19:56に、番組初のゴールデンタイムで放送された。
ビデオリサーチ調べによると、2022年の年間平均世帯視聴率は12.0％、個人視聴率は7.0％を記録している。
日本テレビが立ち上げた、系列局とともに番組を作り上げる「共創プロジェクト」の第1弾として、2023年2月12日 14:00 - 15:00（『サンバリュ』枠）に『福岡くん。東京におジャマしますSP』（ゲスト：バカリズム、小峠英二）が、福岡放送と日本テレビ（関東地方）で初めて同時放送され、関東地区の視聴率は2.7%でサンバリュ枠として個人視聴率は歴代1位タイ、コアターゲット視聴率は歴代1位を記録し、北部九州地区では個人10.1％、世帯16.4％と昼帯として驚異的な数字を記録、Twitterでも、ハッシュタグ「#二時から日テレで福岡くん」が、日本のトレンド1位に立った。また、「番組が福岡の話題しかしていないから」との理由でこれまで動画配信サービスでの見逃し配信は行っていなかったが、この特別番組に限り、TVerとHuluでも見逃し配信が行われた。2023年2月25日午後3時55分に広島テレビ、同年4月13日午前1時35分（12日深夜）に読売テレビ、同年7月26日午前0時59分（25日深夜）に琉球放送で放送。
斉藤と伊藤は『福岡夢実現バラエティー 頑張るキミに花束を!』から続投している。

## 出演者
MC
- 斉藤優（パラシュート部隊）

アシスタント
- 伊藤舞（福岡放送アナウンサー）

ナレーター
- 大田こぞう

主なゲスト
- 田中健二
- 中澤裕子
- 博多華丸 （博多華丸・大吉）
- バカリズム
- 原口あきまさ
- 矢野ペペ（パラシュート部隊）

月一回程度。収録の際、MCの2人とともにSNSなどにあげる写真を撮る際、矢野→スマイルなどの表情、MC2人→真顔。がお決まりのパターンである
- スザンヌ
- 青木淳也（ブルーリバー）
  - スタジオゲストのみならず、「福岡県民にしか一切楽しめないモノマネ選手権」では『天麩羅処ひらおの揚げ場の人』の物真似を披露、更にその縁で『天麩羅処ひらお』を特集した回のロケ担当として物真似の扮装で本店に赴いた。

ほか

## 主な企画
- 福岡タレント歌ウマ選手権
- 福岡県民にしか絶対にわからないモノマネ選手権
- ウソかホントかわからない 福岡くん。都市伝説!
- 宝くじ企画
- 福岡箸上げ選手権
- 福岡くん的トリビア
- 女子高生カワイイ制服ランキング
- 福岡名字ランキング

ほか

## ネット局
| 放送対象地域 | 放送局                | 放送日時           | 放送期間        | ネット状況 |
| ------------ | --------------------- | ------------------ | --------------- | ---------- |
| 福岡県       | 福岡放送（FBS）       | 日曜 12:35 - 13:30 | 2020年1月11日 - | 【制作局】 |
| 長崎県       | 長崎国際テレビ（NIB） | 日曜 12:35 - 13:30 | 2021年10月3日 - | 同時ネット |

### 過去のネット局
| 放送対象地域 | 放送局                | 放送日時           | 放送期間               |
| ------------ | --------------------- | ------------------ | ---------------------- |
| 熊本県       | 熊本県民テレビ（KKT） | 土曜 14:05 - 15:00 | 2024年4月6日 - 6月29日 |